# فيارني يوهانسن
فيارني يوهانسن (بالدنماركية: Bjarni Johansen)‏ هو لاعب كرة قدم دنماركي في مركز حراسة المرمى، ولد في 26 مايو 1971 في Vágur ‏ في جزر فارو. شارك مع منتخب جزر فارو لكرة القدم. أما مع النوادي، فقد لعب مع ستريمور.

## وصلات خارجية
- فيارني يوهانسن على موقع الاتحاد الدولي (مؤرشف)  (الإنجليزية)
- فيارني يوهانسن على موقع الاتحاد الأوربي (الإنجليزية)
- فيارني يوهانسن على موقع قاعدة بيانات كرة القدم.إي يو (الإنجليزية)
- فيارني يوهانسن على موقع ناشيونال فوتبول تيمز (الإنجليزية)
- فيارني يوهانسن على موقع Soccerway.com (الإنجليزية)
- فيارني يوهانسن على موقع عالم كرة القدم.نت (الإنجليزية)